# خاندان ماتسودایرا
خاندان ماتسودایرا (به ژاپنی: 松平氏 Matsudaira-shi)، یکی از خاندان‌های سامورایی ژاپنی بود که ادعا می‌شود از تبار خاندان میناموتو هستند. در ولایت میکاوا امروزی استان آیچی از روستای ماتسودایرا سرچشمه گرفته و نام خود را گرفته است. در طول دوره سنگوکو، رئیس خط اصلی قبیله ماتسودایرا، توکوگاوا ایه‌یاسو به یک دایمیو قدرتمند منطقه‌ای تحت اودا نوبوناگا و تویوتومی هیده‌یوشی تبدیل شد و نام خود را به توکوگاوا ایه‌یاسو تغییر داد. او متعاقباً قدرت را به عنوان اولین شوگون از شوگون‌سالاری توکوگاوا که در طول دوره ادو تا نوسازی میجی سال ۱۸۶۸ بر ژاپن حکومت می‌کردند، به دست گرفت. تحت حکومت شوگون‌سالاری توکوگاوا، بسیاری از شاخه‌های کادت این خاندان پس از نام خانوادگی ماتسودایرا، شاخه‌های جدید ماتسودایرا را حفظ کردند. برخی از آن شعب نیز وضعیت «دایمیو» داشتند.
پس از نوسازی میجی و لغو سیستم هان، طایفه‌های توکوگاوا و ماتسودایرا بخشی از کازوکو شدند.

## منشأ
قبیله ماتسودایرا در ولایت میکاوا سرچشمه گرفت. منشأ آن نامشخص است، اما در عصر سنگوکو، این خاندان ادعا می‌کرد که از شاخه قرون وسطایی خاندان سیوا گنجی از خاندان میناموتو تبار دارد. بر اساس این ادعا، بنیانگذار خط ماتسودایرا ماتسودایرا چیکائوجی بود که در قرن چهاردهم زندگی می‌کرد و خود را در ولایت میکاوا در روستای ماتسودایرا مستقر کرد.

## نگارخانه

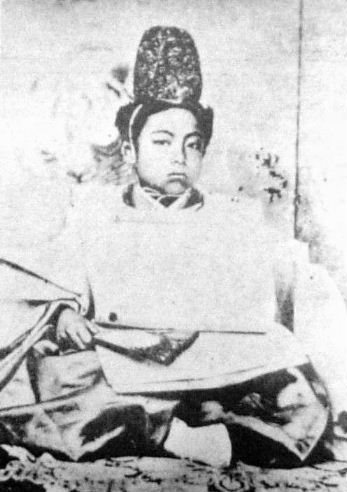
ماتسودایرا شیچیروما، توکوگاوا یوشینوبو آینده
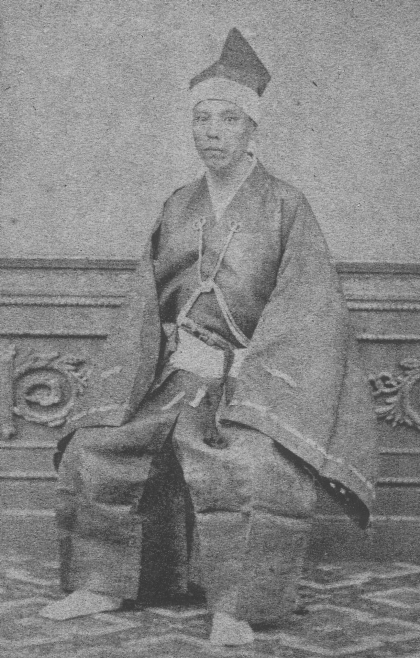
ماتسودایرا موچی‌آکی، آخرین ارباب قلمرو فوکویی
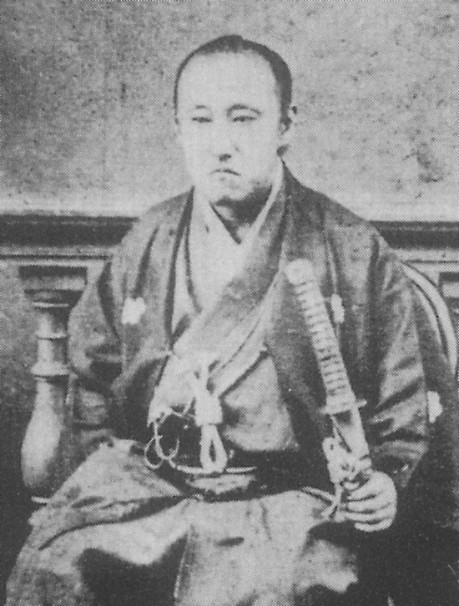
ماتسودایرا سادایاسو، آخرین ارباب ماتسوئه
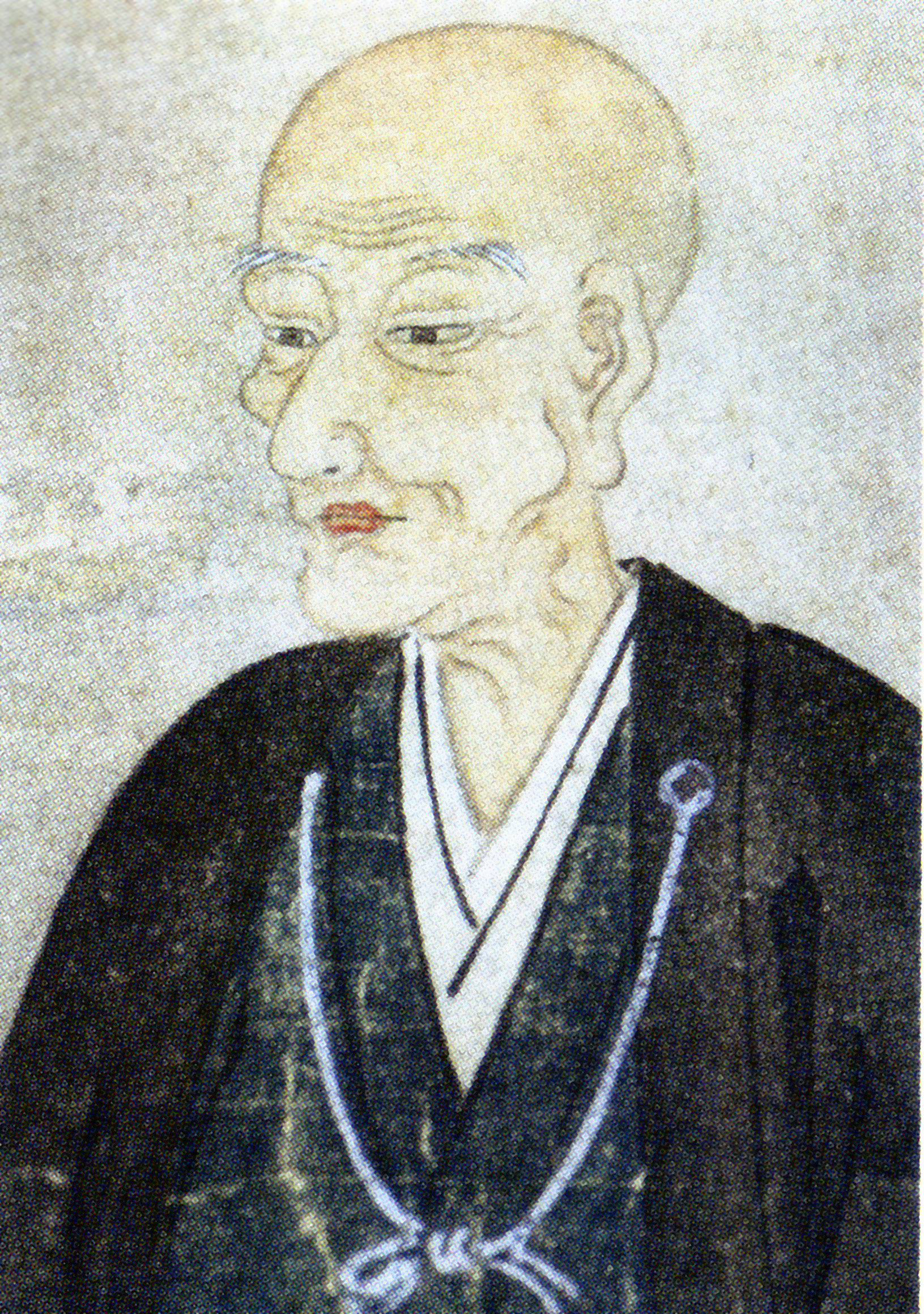
ماتسودایرا هاروتو (فومای)، استاد چای ارباب ماتسوئه،

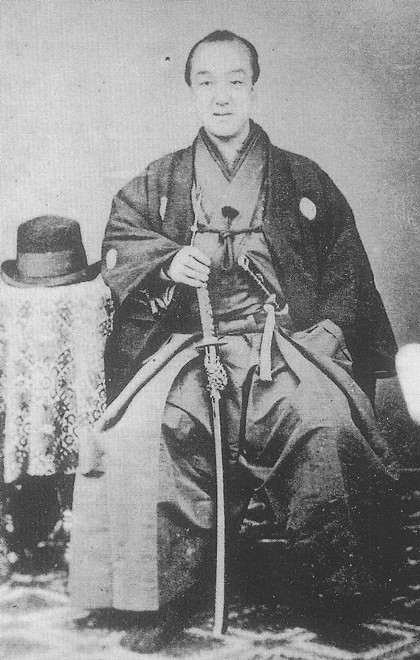
ماتسودایرا یوریتوشی ، آخرین ارباب قلمرو تاکاماتسو
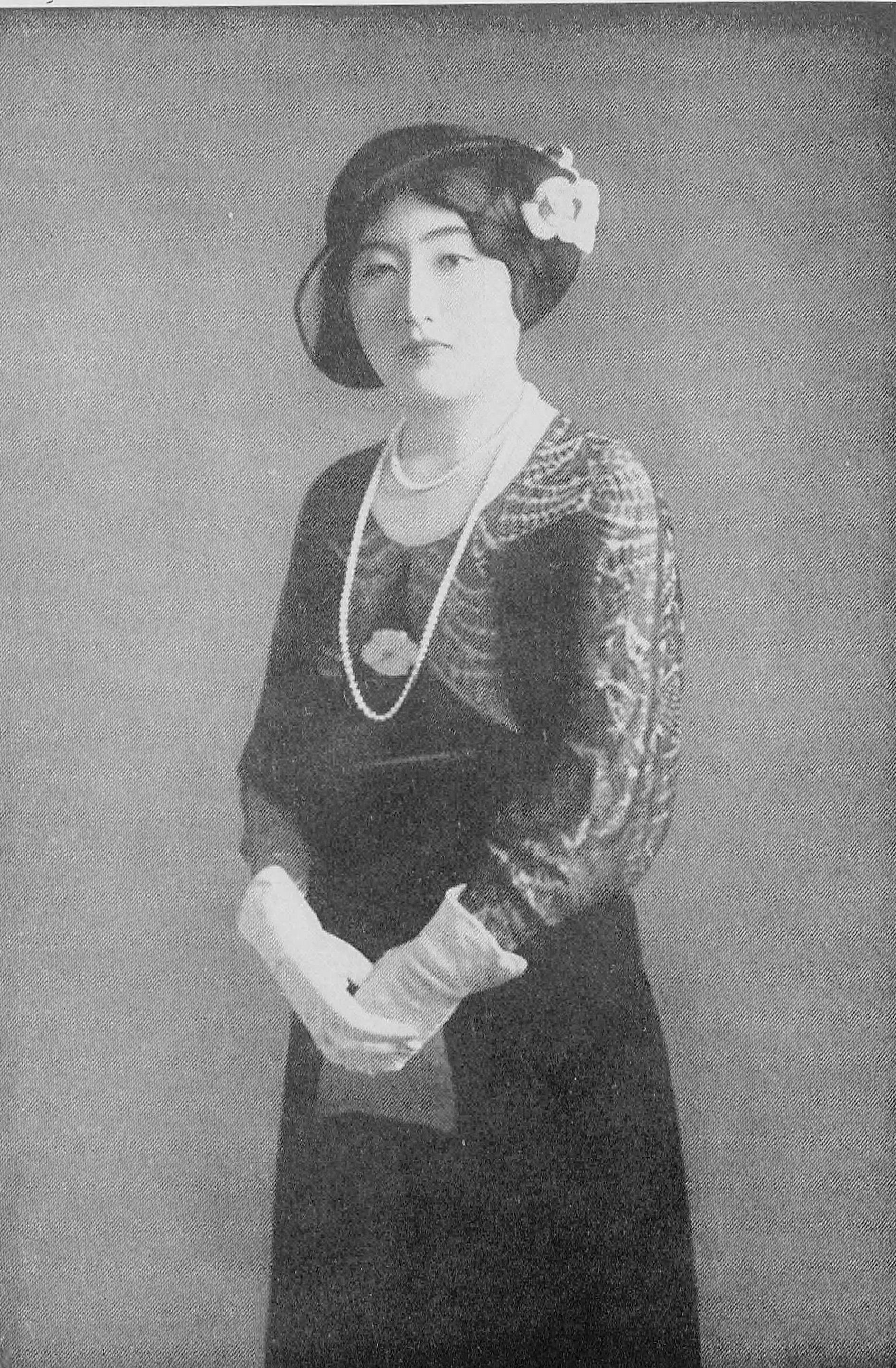
شاهدخت چیچیبو ماتسودایرا ستسوکو
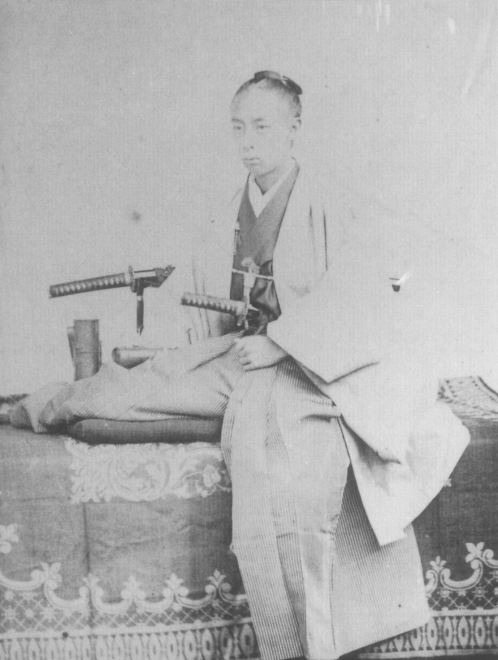
ماتسودایرا تاداناری، آخرین ارباب اوئه دا
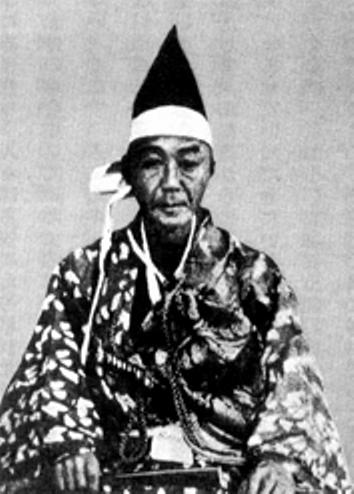
ناگای نائویوکی پسر ارباب ماتسودایرا نوریتادا